# جورج هاميلتون ميلز
جورج هاميلتون ميلز هو سياسي كندي، ولد في 20 نوفمبر 1827، وتوفي في 16 أغسطس 1901.